# Andrzej Ziemkiewicz
Andrzej Ziemkiewicz (ur. 1942 w Wąchocku) – polski artysta fotograf. Członek zespołu Kieleckiej Szkoły Krajobrazu. Członek rzeczywisty Okręgu Świętokrzyskiego Związku Polskich Artystów Fotografików. Członek założyciel Fotoklubu Kontrast.

## Życiorys
Andrzej Ziemkiewicz związany z kieleckim środowiskiem fotograficznym, z fotografią artystyczną związany od początku lat 70. XX wieku (wieloletni instruktor do spraw fotografii w Wojewódzkim Domu Kultury w Kielcach), jeden z przedstawicieli kanonu estetycznego, systemu działalności i idei społecznej – Kieleckiej Szkoły Krajobrazu. W swojej twórczości zajmuje się fotografią architektury, fotografią pejzażową, fotografią krajoznawczą, fotografią portretową oraz fotografią reklamową. Miejsce szczególne w jego twórczości zajmuje fotografia lotnicza oraz fotografia marynistyczna. 
W 1972 roku był inicjatorem i współzałożycielem Fotoklubu Kontrast – istniejącego do 1980 roku i funkcjonującego przy kieleckim Wojewódzkim Domu Kultury. W ramach działalności w Fotoklubie Kontrast – Andrzej Ziemkiewicz był organizatorem oraz uczestnikiem wielu wystaw fotograficznych, diaporam, plenerów fotograficznych, pokazów barwnych diapozytywów. Jako instruktor fotografii kategorii S nadzorował pracę i działalność instruktorów fotografii w województwie kieleckim. 
W latach 1976–1978 był członkiem artystycznej Grupy 10x10, funkcjonującej przy Kieleckiej Delegaturze ZPAF. W 2004 roku został przyjęty w poczt członków rzeczywistych Okręgu Świętokrzyskiego Związku Polskich Artystów Fotografików, w którego pracach uczestniczył do 2011 roku.